# بیلچه‌نوک بال‌خرمایی
بیلچه‌نوک بال‌خرمایی (نام علمی: Platyrinchus leucoryphus) نام یک گونه از سرده بیلچه‌نوک‌ها است.